# Thungyai Huai Kha Khaeng
Thungyai Huai Kha Khaeng (Thai: ห้วย ขา แข้ง) bestaat uit een beschermd gebied en wildreservaat in Thailand, dat zich 600.000 hectare uitstrekt langs de grens van Myanmar. Het gebied bevindt zich in de provincies Kanchanaburi, Tak en Uthai Thani.
Het wildreservaat werd opgericht op 4 september 1972, met een oppervlakte van 1.019.375 rai. Het werd tweemaal vergroot - op 21 mei 1986 tot 1.609.150 rai en op 30 december 1992 tot 1.737.587 rai of 2.780 km². In het gebied bevinden zich vrijwel alle bostypen van het vasteland van Zuidoost-Azië. Er leeft een zeer divers scala aan dieren, waaronder grote zoogdieren als olifanten en tijgers. In 1990 leefden er nog maar 20 tijgers in het reservaat, terwijl dit er in 2010 terug 60 waren met een bijkomende populatie van 100 in het aangrenzende Western forest complex in Myanmar.
Sinds 1991 staat het gebied ingeschreven op de werelderfgoedlijst van UNESCO, samen met Thungyai Naresuan.